# MV Esperanza
El MV Esperanza fue la embarcación de mayor tamaño de la flota de organización internacional Greenpeace. Botado en febrero de 2002, dicha nave sustituye al antiguo MV Greenpeace. 
Fue construido en 1984 en Gdansk, Polonia. Tenía setenta y dos metros de eslora, desarrollaba una velocidad máxima de dieciséis nudos y era capaz de navegar entre el hielo.
La organización lo adquirió durante el año 2000. Fue registrado en Ámsterdam, Países Bajos y su nombre anterior fue Eco Fighter. 
Podía albergar a dieciséis tripulantes y tenía treinta y cinco literas. En su casco llevaba seis Zodiacs (dos grandes y cuatro pequeñas) y tenía un helipuerto.
El peso total de la nave era de 2008 t BRT, una longitud de 72,3 m, 14,3 m de ancho y 4,7 m de calado.
El Esperanza fue vendido para desguace en 2022, llegando el 12 de febrero de 2022 a Gijón para su desmantelamiento y reciclaje.
1. ↑  «DDR Vessels desguazará en El Musel un barco de Greenpeace».

- Wikimedia Commons alberga una categoría multimedia sobre MV Esperanza.

- Datos: Q1293488
- Multimedia: Esperanza (ship, 1984) / Q1293488